# Леонардо Фибоначи
Пизано пренасочва насам.  За селото в Северна Италия вижте Пизано (Италия).
Леонардо Фибоначи (на италиански: Leonardo Fibonacci), известен също като Леонардо Пизано Биголо или Леонардо Пизански, е италиански математик, работил през първата половина на XIII век. Определян като „най-талантливият западен математик на Средновековието“, наред с останалите математици на своето време той допринася за възраждането на класическите точни науки след техния упадък през Ранното Средновековие.
Днес Фибоначи е най-известен с популяризирането в Европа на арабските цифри, които използва в своя основен труд „Книга за смятането“ („Liber Abaci“), както и на числовата редица, наречена по-късно на негово име числа на Фибоначи, която не е негово откритие, но е използвана от него като пример в „Книга за смятането“.

## Биография
Леонардо Фибоначи е роден около 1170 г. в Пиза в семейството на богатия търговец Гулиелмо деи Боначи. Докато е жив, самият Леонардо използва името Леонардо Биголо, като едва след смъртта му започват да го наричат Фибоначи (от figlio di Bonacci, „син на Боначи“).
Бащата на Леонардо е официален представител (publicus scriba pro pisanis mercatoribus) на търговците от Пизанската република в Буджа, пристанище в днешен Алжир, което по това време е под властта на алмохадите. През тези години Буджа е важно интелектуално средище и в града живеят видни арабски учени, като Абу Мадян и Абд ал-Хак ал-Ишбили. Като дете Леонардо живее там заедно с баща си, и още по това време се запознава с арабските цифри. След като установява, че аритметичните изчисления с арабски цифри са по-прости и ефективни, отколкото с римски цифри, Фибоначи предприема пътувания в Средиземноморието – Египет, Сирия, Сицилия, Прованс, Цариград, за да се учи при водещите математици от това време. Той се връща в Италия около 1200 г., а през 1202 г. публикува наученото в своята „Книга за смятането“ („Liber Abaci“).
Популярността, която придобива с „Книга за смятането“ и с успешното решаване на някои математически задачи, зададени от придворните математици на император Фридрих II, осигуряват на Фибоначи място в двора на владетеля, който пребивава главно в Южна Италия и покровителства математиката и природните науки. Издържан от него, през следващите години Фибоначи пише още няколко математически книги. Първото издание на „Книга за смятането“ е изгубено, но през 1228 г. по искане на шотландския математик Майкъл Скот Фибоначи изготвя второ преработено издание, което достига до наши дни.
Почти няма свидетелства за живота на Фибоначи след 1228 г., а последното сведение за него е от 1240 г., когато Пизанската република отпуска парична пенсия на discretus et sapiens magister Leonardo Bigollo за неговите заслуги към града в качеството му на съветник.

## Трудове

### „Книга за смятането“
В своята „Книга за смятането“ („Liber Abaci“) от 1202 г. Фибоначи представя т.нар. „индийски метод“ (modus Indorum), известен днес като арабски цифри. Книгата се застъпва за използването на десетична бройна система с позиционна номерация и демонстрира практическите преимущества на този метод, прилагайки решетъчно умножение и египетски дроби в счетоводството, преобразуването на единици за измерване, изчисляването на лихви и обменни курсове. Освен използването на арабските цифри, книгата включва и признаци за делимост, правила за изчисляване на квадратни и кубични корени, както и множество примерни задачи с техните решения. „Книга за смятането“ става популярна сред образованите кръгове в Западна Европа и оказва силно влияние върху развитието на западноевропейската мисъл.
Първоначално използването на арабските цифри е прието нееднозначно и дори през 1280 г. общината на Флоренция забранява тяхната употреба в банките. Смята се, че цифрата 0, която не съществува в системата на римските цифри, предизвиква объркване, а според някои дори служи за предаване на тайни съобщения.
„Книга за смятането“ включва и решение на задача за нарастването на популацията от зайци при идеални условия. Решението за всяко следващо поколение образува редица от числа, наречени по-късно числа на Фибоначи. Тя е известна на индийските математици още през 6 век, но именно Фибоначи популяризира тази идея на Запад. В редицата от числа на Фибоначи всяко число е сбор на предходните две, започвайки с 0 и 1. Така редицата започва с 0, 1, 1, 2, 3, 5, 8, 13, 21, 34, 55, 89, 144, 233, 377, 610, 987 ... Колкото по-навътре в редицата са разположени, толкова по-точно всеки две съседни числа, разделени едно на друго, се доближават до златното сечение (приблизително 1 : 1,618 или 0,618 : 1).

### Други произведения
Макар Фибоначи да остава в историята на науката преди всичко с „Книга за смятането“, запазени са и още няколко негови книги. „Геометрична практика“ („Practica geometriae“) от 1220 г. се занимава с геометрия и тригонометрия, а „Книга за квадратите“ („Liber quadratorum“) от 1225 г. – с алгебра, като в нея е описано тъждеството на Брахмагупта-Фибоначи. Тези две книги са посветени на Фридрих II, с когото Фибоначи поддържа тесни връзки.
Книгата „Flos“ от 1225 г. съдържа решения на задачи, описани малко по-рано от Йоан от Палермо. Известни са и няколко произведения на Фибоначи, които не са запазени до наши дни – „Di minor guisa“, посветена на приложението на аритметиката в търговията, и коментар на X книга от „Елементи“ на Евклид.

## Наследство
През 19 век в Пиза е издигната статуя на Фибоначи, разположена днес в западната галерия на Кампосанто, историческото гробище на Пиаца деи Мираколи.
Значението на числата на Фибоначи в математиката е толкова голямо, че и днес на тях е посветено самостоятелно периодично издание, Fibonacci Quarterly. Неговото име носи и астероидът 6765 Фибоначи.
Името на Фибоначи присъства в съвременната култура най-вече във връзка с числата на Фибоначи. Така, корекция на Фибоначи е наименование на метод в съвременните финанси, предназначен за определянето на бъдещите цени на акции. Американска арт рок група от 80-те години носи името „The Fibonaccis“, а младият Фибоначи е сред главните герои на детския роман от 1973 г. „Кръстоносен поход по джинси“, макар че отпада от филмовата му версия от 2006 г.